# Balsam-Aeonium
Das Balsam-Aeonium (Aeonium balsamiferum) ist eine  Pflanzenart aus der Gattung Aeonium und gehört zur Familie der Dickblattgewächse (Crassulaceae).

## Beschreibung
Das Balsam-Aeonium bildet mehrjährige sehr spärlich verzweigte Halbsträucher mit Wuchshöhen von bis zu 1,5 Meter, die einen harzigen Duft nach Balsam verbreiten. Seine oft in Gruppen vorkommenden kahlen, glatten Triebe sind mehr oder weniger aufrecht oder aufsteigend mit Durchmessern von 8 bis 20 Millimetern. Die Rosetten sind im Zentrum etwas abgeflacht und erreichen Durchmesser von 7 bis 18 Zentimeter. Die jungen Laubblätter sind eng aneinander gepresst. Die schmal verkehrten, schaufelig-spateligen Blätter werden 3 bis 7 Zentimeter lang, 1,5 bis 3,5 Zentimeter breit und zwischen 1,5 und 3 Millimeter dick. Sie sind kahl, basal keilförmig und haben ein aufgesetztes Spitzchen. Am gräulich grünen Blattrand sitzen 0,5 bis 1 Millimeter lange Wimpern. Gelegentlich kommen einige bräunliche Streifen entlang des Randes vor.
Der Blütenstand ist 15 bis 25 Zentimeter hoch und 14 bis 20 Zentimeter breit. Der Blütenstandsstiel ist zwischen 8 und 15 Zentimeter, der Blütenstiel zwischen 2 und 12 Millimeter lang. Die 7- bis 8-zähligen Blüten haben kahle Kelchblätter. Die gelben, lanzettlichen, zugespitzten Kronblätter sind 6 bis 8 Millimeter lang und 1,2 bis 1,5 Millimeter breit. Die Staubfäden sind kahl.

## Systematik und Verbreitung
Das Balsam-Aeonium ist ein Endemit der östlichen Kanarischen Inseln und ist insbesondere auf der Insel Lanzarote verbreitet. Auf Fuerteventura kommt es verwildert vor.
Die Erstbeschreibung wurde 1840 von Philip Barker Webb und Sabin Berthelot vorgenommen. Ein Synonym ist Sempervivum balsamiferum.

## Nachweise